# Batalla de Calatañazor
La batalla de Calatañazor fue una batalla que habría tenido lugar en esta localidad soriana en julio del año 1002, tildada de irreal desde el siglo XVIII debido a la no existencia de prueba alguna en las crónicas de la época. En ella parece que Almanzor se vio obligado a huir tras luchar contra los ejércitos cristianos coaligados de Castilla (conde Sancho García), León (Alfonso V) y Navarra (Sancho Garcés III de Pamplona).